# Personaggi di Doom
Questa lista dei personaggi di Doom fornisce un elenco descrittivo in ordine alfabetico dei personaggi e dei nemici presenti nei videogiochi della serie Doom, quali Doom e The Ultimate Doom, Doom 2, Final Doom, Doom 3, con la sua espansione Resurrection of Evil, ed il più recente reboot.

## Uomini

### Doomguy/Doom Slayer
Doomguy è il nome con cui solitamente viene indicato il personaggio controllato dal giocatore, vale a dire il protagonista della serie dei giochi dal primo a Final e poi nel ritorno nel reboot. Il background del personaggio è molto limitato: il manuale di Doom lo presenta come un soldato del corpo dei Marine, inviato su Marte come punizione per aver aggredito un superiore. Il personaggio guadagna un nome solamente nei romanzi ispirati alla serie: nella prima quadrilogia il suo nome è Flynn Taggart. Nel reboot il Doomguy viene chiamato Doom Slayer e, a differenza dei precedenti giochi, non viene rivelato molto sulla sua identità, tranne che abbia combattuto molte battaglie contro i demoni per poi venire sigillato da questi in un sarcofago, recuperato dallo scienziato della UAC Samuel Hayden in una spedizione. Verrà risvegliato dallo stesso Hayden per contrastare la dottoressa Olivia Pierce nel portare i demoni su Marte.

### Doom Marine
Il protagonista di Doom 3. È un caporale dei marine che salvò Marte dai demoni grazie al Cubo delle Anime. Recentemente è apparso in Quake Champions, il che indicherebbe che coesiste con Doomguy.

### Elizabeth McNeil
La dottoressa Elizabeth McNeil è un personaggio che viene solo nominato in Doom 3 ed è la persona che ha avvertito i vertici della UAC circa gli incidenti verificatisi su Marte e la condotta anomala di Betruger. Compare successivamente in Doom 3: Resurrection of Evil, come coordinatrice della squadra scientifica che sta indagando su un misterioso segnale emanato da una zona di Marte.

### Elliot Swann
Il consigliere Elliot Swann è un personaggio introdotto in Doom 3. Swann viene inviato su Marte dalla UAC per controllare l'andamento delle ricerche di Betruger, a seguito di lamentele circa la condotta dello scienziato e dei numerosi incidenti verificatisi alla base marziana. Ferito in un attacco da alcuni demoni, viene dichiarato deceduto quando i Marine giunti su Marte al termine del gioco ne individuano i resti.

### Dottor Cloud
Il dottor Cloud è un personaggio minore di Doom 3: Resurrection of Evil, uno scienziato collega della dottoressa McNeil.

### Jack Campbell
Jack Campbell, anch'egli introdotto in Doom 3 è un marine veterano, di mezza età con capelli rasati corti, giunto su Marte assieme a Swann come sua guardia del corpo. Sebbene armato con un temibile BFG 9000, Campbell viene ucciso dai demoni, riuscendo ad avvertire Doomguy con le sue ultime parole che i demoni hanno sottratto la sua arma.

### Malcolm Betruger
Il Dottor Malcolm Betruger fa la sua prima apparizione in Doom 3 ed è lo scienziato a capo delle ricerche sul teletrasporto nella base UAC di Marte. Sospettato da Elliot Swann di essere coinvolto in qualche losco piano, a causa dei numerosi incidenti verificatisi nella base, Betruger si rivela essere posseduto dalle forze demoniache ed intento ad attuare un piano di invasione da parte dei demoni. Compare anche in Resurrection of Evil sotto forma demoniaca.

### Olivia Pierce
La dottoressa Olivia Pierce è la principale antagonista del reboot. Insieme al Dr. Samuel Hayden della UAC è responsabile dello studio per l'inferno per far progredire la civiltà umana. In seguito, Olivia viene contattata dal Signore Oscuro dei demoni, l'Aranea Imperatrix, il quale le propone un patto, in cambio la dottoressa avrebbe dato dei miglioramenti cibernetici ai demoni. Tuttavia, non è in grado di controllare la loro energia, denominata energia Argent, così cerca di portare il loro mondo in questo. Quando il Dr. Hayden recuperò il sarcofago in cui era custodito il marine, un uccisore di demoni diventato una leggenda tra loro, Olivia viene avvertita dal Signore Oscuro e lei gli promette di sorvegliarlo. Quando inizia l'invasione demoniaca su Marte, cerca di aprire un portale per l'inferno indirizzando tutta l'energia Argent verso la Torre Argent, per poi attivare un accumulatore e lanciarsi nel raggio prima che il marine la fermi. Dopo molto tempo Olivia viene ritrovata nel Pozzo, dove capisce di essere stata ingannata per poi venire posseduta dall'Aranea Imperatrix divenendo l'Aracnomente Suprema.

### Samuel Hayden
Samuel Hayden è un personaggio della serie di Doom. Nei romanzi ispirati a Doom 3 è un generale e comandante del presidio della UAC su Marte, il quale avverte Elliot Swann e Jack Campbell che Betruger non permetterà che i suoi progetti vengano sospesi. Nel reboot è il presidente della UAC su Marte, con il ruolo di un personaggio di supporto durante il gioco. Nato da una potente famiglia, Hayden è un intellettuale molto prodigioso e filantropo. Assunto dalla UAC, subito dopo la scoperta dell'energia Argent su Marte ha assunto la direzione della compagnia. Dopo che la Torre Argent viene costruita, ad Hayden viene diagnosticato un tumore incurabile al cervello con pochi mesi di vita. Per salvarsi, Hayden trasferisce le parti sane del suo cervello in un corpo meccanico alto 3 metri. Nel suo nuovo corpo, Hayden guida la prima spedizione umana nell'inferno, dove scopre un sarcofago con dentro un marine, rinchiuso dai demoni dopo infinite battaglie. Hayden tiene personalmente sotto osservazione il sarcofago, lontano dalla collega Olivia Pierce, il cui rapporto è andato progressivamente deteriorato a causa della sua squilibrata ossessione religiosa per l'inferno. Dopo che Pierce cerca di aprire le porte dell'inferno, Hayden risveglia il marine, cercando di convincerlo di assisterlo, sostenendo di assumersi la piena responsabilità per l'invasione demoniaca; il marine, tuttavia, decide di disattivare la Torre Argent distruggendo i filtri che trasformano l'energia demoniaca in energia Argent, venendo criticato da Samuel in quanto con essa sono riusciti a risolvere vari crisi energetiche; tuttavia, Hayden capisce il suo modo di pensare e continua a supportarlo. Alla fine, Hayden tradisce il marine prendendo il Crogiolo per continuare a sfruttare le risorse dell'inferno per il bene del progresso dell'umanità, per poi teletrasportare il marine verso un luogo sconosciuto. Prima, però, afferma che si sarebbero incontrati di nuovo.

### Voci originali dei personaggi
- Neil Ross - Sergente Kelly
- Philip Clarke - Betruger
- Andy Chanley - Campbell, voci aggiuntive
- Charles Dennis - Swann
- Grey DeLisle - Computer
- J. Grant Albrecht - Log video, voci aggiuntive

Voci aggiuntive
- Dee Baker
- Michael Bell
- Steve Blum
- S. Scott Bullock
- Cam Clarke
- Robin Atkin Downes
- Keith Ferguson
- Jay Gordon
- Michael Gough
- Bill Harper
- Nick Jameson
- David Kaye
- Phill La Marr
- Jim Meskimen
- Matt Morton
- Daran Norris
- Rob Paulsen
- Phil Proctor
- Andre Sogliuzzo
- Jim Ward
- Wally Wingert
- Edward Yin
- Keone Young
- Ryun Yu
- Abby Craden - Olivia Pierce
- Darin De Paul - Samuel Hayden

### Voci italiane dei personaggi
- Alberto Olivero - Sergente Kelly
- Gianni Gaude - Betruger
- Marco Balbi - Campbell, voci aggiuntive
- Pietro Ubaldi - Swann
- Cinzia Massironi - Computer, voci aggiuntive
- Claudio Moneta - Log video, voci aggiuntive

Voci aggiuntive
- Alessandro Balducci
- Marco Balzarotti
- Luca Bottale
- Claudio Colombo
- Federico Danti
- Massimo Di Benedetto
- Andrea De Nisco
- Leonardo Gayo
- Claudio Lobbia
- Riccardo Lombardo
- Claudio Ridolfo
- Riccardo Rovatti

## Mostri

### Anima errante
L'Anima errante (Lost Soul) è una creatura rappresentata da un teschio volante in fiamme; il suo unico attacco è quello di caricare il giocatore, colpendolo. In Doom 3 il loro aspetto viene modificato: diventano volti umani con la bocca spalancata, che volano grazie ad un razzo montato nella parte posteriore. Per il resto si comportano nel solito modo, anche se sono capaci di inseguire il giocatore in maniera più efficace e, a differenza della vecchia versione, non esplodono se colpiscono un muro. Nei capitoli classici possono anche essere generati da un Pain Elemental. Nel reboot sono basati sugli originali ma con lineamenti demoniaci più accentuati: le corna e i denti sono più lunghi; le fiamme da blu diventano rosse quando si lanciano sul nemico.

### Arachnotron
Un Arachnotron è un demone dall'aspetto di un ragno cyborg il cui corpo ha la forma di un cervello installato su una piattaforma dotata di quattro zampe meccaniche ed un cannone al plasma: è una versione "ridotta" dell'Aracnomente suprema. Compare solo in Doom 2 e in Final Doom, e il suo attacco consiste esclusivamente nello sparare rapide raffiche di plasma verde, analoghe a quelle sparate dal fucile al plasma disponibile per il giocatore, eccetto per il colore. L'Arachnotron ritorna in Doom Eternal, dotato ora di una torretta sopra la sua testa (che può essere distrutta) e dei lanciagranate nelle zampe. Si tratta di demoni sintetici creati dai resti dell'Aracnomente suprema.

### Aracnomente suprema

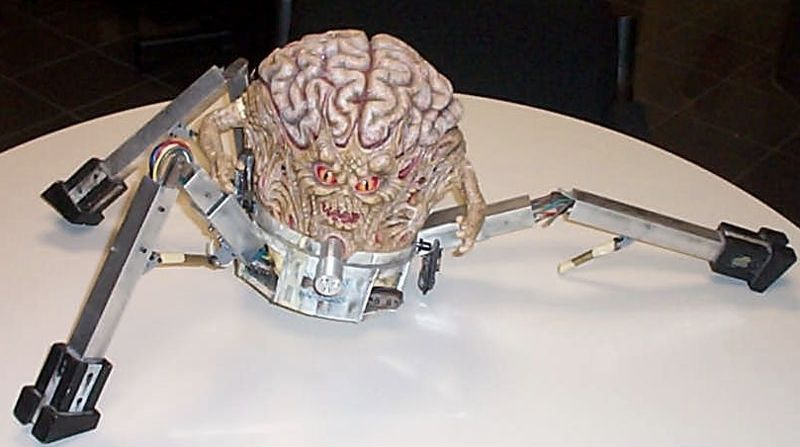
Modello di Doom Eternal

L'Aracnomente suprema (Spider Mastermind) è il nemico di maggiori dimensioni, nonché uno dei nemici più potenti nella serie originale di Doom, sorpassato per pericolosità soltanto dal Cyberdemone. L'Aracnomente suprema possiede una potente mitragliatrice Gatling che causa un danno enorme, specie se a distanza ravvicinata. Il mostro è descrivibile come un enorme cervello con due occhi rossi ed una bocca con denti affilati, attaccato ad una piattaforma di metallo con quattro arti meccanici. Servono in genere da uno a quattro colpi di BFG-9000 o circa 150 colpi di fucile al plasma per distruggerlo. Gli Arachnotron visti in Doom II: Hell on Earth e Final Doom possono essere considerati come versioni più piccole del demone citato.
In Doom appare due volte, come boss degli episodi tre e quattro. Appare varie volte in Doom II; in un livello di quest'ultimo, è possibile ingannarlo in uno scontro con il Cyberdemonio. Il Cyberdemonio di solito vince, a meno che il giocatore intervenga. In Doom 3 era stato annunciato un ritorno dell'Aracnomente suprema, con dei disegni rilasciati come dimostrazione prima del gioco. In realtà lo sviluppo di questo nemico fu poi abbandonato per dare vita ad un altro mostro vagamente simile, il Vagary. Nel reboot compare l'Aranea Imperatrix, l'attuale Signore Oscuro dei Demoni dietro le azioni della dottoressa Olivia Pierce, la quale verrà posseduta dal demone affinché si possa materializzare nello scontro finale. In questa versione versione è protetta da una corazza cibernetica dotata di laser, con il volto e le parti esposte del cervello come uniche parti vulnerabile, mentre il gatling è sostituito da un cannone al plasma; inoltre, sarà in grado di capovolgersi e di elettrificare il terreno. Verrà infine uccisa con un colpo alla bocca dal Doom Marine con il BFG-9000.
Nei romanzi ispirati a Doom, un'Aracnomente suprema comanda l'invasione di Phobos e Deimos, con molti altri sulla Terra. Nei romanzi rimane praticamente inalterato come descrizione, eccetto il cristallo protettivo sul suo cervello. Le Aracnomenti hanno la capacità di parlare, di catturare umani per metterli in bozzoli, e instillare la paura nelle persone forzandole a vedere le loro peggiori paure come forma di tortura. Nonostante la loro intelligenza sono facilmente irascibili e tendono a uccidere anche i propri alleati. I personaggi li chiamano "Spiderminds"

### Arch-Vile
L'Arch-Vile (Arcicattivo in italiano) è un demone infernale presente in Doom 2, Final Doom, Doom 3, Resurrection of Evil e Doom Eternal. In Doom 2 e in Final Doom, un Arch-Vile attacca congiungendo le proprie mani e lanciando un pesante attacco al giocatore, che inizia con alcune fiammelle sotto i suoi piedi e che termina con un'esplosione nello stesso punto, causando la perdita di circa la metà dei punti vitali. Il giocatore può evitare il suo attacco soltanto nascondendosi una volta viste le fiammelle sotto i propri piedi, oppure uccidendo il mostro prima che provochi l'esplosione. Inoltre ha anche la capacità di resuscitare i demoni già abbattuti dal giocatore, esclusi il Cyberdemone, l'Aracnomente suprema e anche le Anime erranti e gli Elementali del Dolore, che esplodono disintegrandosi una volta uccisi. Come se non bastasse, è dotato anche di particolare resistenza (anche se il BFG 9000 lo uccide al primo colpo), ed escludendo il Cyberdemone e l'Aracnomente suprema è il mostro comune più forte che si possa incontrare nel percorso. In Doom 3 alcune variazioni sono state introdotte: l'attacco dell'Arch-Vile genera una colonna di fuoco rettilinea che va a colpire il giocatore e anziché resuscitare i demoni già uccisi è in grado di evocarne altri. In Doom Eternal è in grado di generare anche delle pozze di fuoco e uno scudo per proteggersi frontalmente mentre i demoni da lui evocati divengono più forti.
L'originale Arch-Vile è il mostro dotato di più frame di animazione di ogni altro: per questo motivo è stato rimosso nella maggior parte delle conversioni di Doom per console, limitate da una minore quantità di memoria rispetto alla versione PC.

### Barone infernale
Il Barone infernale (Baron of Hell) è una creatura degli inferi, simile ad un caprone bipede. È presente nei primi tre storici capitoli del gioco, Doom, Doom 2 e Final Doom. Tra i nemici comuni (ovvero escludendo Cyberdemone e Aracnomente suprema) è quello più resistente: infatti è l'unico a sopravvivere al primo colpo di BFG 9000; per essere eliminato necessita di 1 colpo di BFG 9000 unitamente ad alcuni colpi di fucile al plasma, oppure di 50 colpi di fucile al plasma, o ancora di 5 - 6 razzi. Se il suo nemico è distante, un Barone Infernale lancerà nella sua direzione sfere di energia verde che hanno origine dal palmo della sua mano; se invece il bersaglio si trova più vicino, attaccherà graffiando con i suoi taglienti artigli. È riconoscibile dal "fratello minore" Cavaliere infernale per la pelle del torso rossa e dal differente grido di battaglia, nonché per la necessità di uno sforzo doppio per essere ucciso. Nel reboot il loro aspetto e mosse sono basati sui Cavalieri infernali - omaggio al gioco originale - includendovi però le loro caratteristiche originali, ovvero pelle rossa, presenza degli occhi, corna e zoccoli.

### Bruiser
Il Bruiser è un demone presente esclusivamente in Resurrection of Evil vagamente simile al Cavaliere infernale. Presenta due gambe in acciaio, due placche ossee simili a corna e una sorta di monitor sul petto dal quale è possibile vedere una bocca. Al posto delle braccia ha due cannoni simili a quelli del Mancubus, e infatti il suo attacco consiste nel lanciare palle di fuoco.

### Cacodemone
Il Cacodemone (Cacodemon) è un mostro volante a forma di palla monocola visto nei videogiochi Doom, Doom 2, Doom 3 e nel reboot.
Appaiono come demoni sferici di colore rosso, dotati di svariate piccole corna, un solo occhio, e una bocca molto larga e come attacco utilizzano delle sfere di plasma ionizzato. La prima apparizione grafica del Cacodemone si trova in una versione alpha di Doom, pubblicata il 22 maggio 1993. Nel gioco terminato, giocato a livello normale, il primo Cacodemone appare nel primo livello del secondo episodio di Doom. I Cacodemoni appaiono in seguito in quasi ogni livello del secondo e del terzo episodio. Generalmente per abbatterne uno servono due colpi diretti di doppietta, oppure sei colpi normali di fucile.

Cacodemone in Doom 1

In Doom 3, ricoprono lo stesso ruolo dei giochi precedenti; appaiono come rotondi e grandi, con pelle del colore della carne morta, e con la bocca fiammeggiante. Le maggiori differenze sono una fila di occhi, il colore della pelle e una pinna posta dietro al corpo rotondo.
Nel reboot riottengono l'aspetto originale ma coperti da una corazza rossa e la bocca è simile a quella di un serpente; sotto sono presenti delle appendici che ricordano delle mani. Al posto delle palle di fuoco sparano una bile narcotica psicoattiva che inibisce la percezione del movimento e indebolisce la preda.
Il disegno originale del Cacodemone era stato ispirato da due entità viste in Dungeons & Dragons. Infatti è stato scoperto che il Cacodemone è in effetti una replica di una illustrazione di un "astral dreadnought" dal "Manual of Planes" di Dungeons & Dragons.
La storia del Cacodemone ha attratto molta attenzione nella comunità di Doom. Infatti, esistono alcuni Cacodemon caratteristici e strani: Hissy, creato da Jonas "Chrozoron" Feragen, è stato mandato in giro per il mondo verso diversi giocatori di Doom, ed è una icona di culto nella loro comunità. Un'altra, più precisa, rappresentazione conosciuta come Pixel è stata fatta nel 2004 da Hughe come sfida fattagli da un amico.
I Cacodemone sono identici come aspetto nei romanzi relativi a Doom. Generalmente provano un certo odio per il Barone, siccome entrambe le razze tentano di distruggersi ancor prima degli umani. I personaggi chiamano il Cacodemone "zucca" a causa del loro aspetto rotondeggiante.

### Cavaliere infernale
Il Cavaliere infernale (Hell Knight) è un mostro massiccio presente nei videogiochi Doom 2, Final Doom, Doom 3 e Resurrection of Evil e nel reboot.
In Doom 2 e in Final Doom, i Cavalieri infernali hanno la stessa identica forma fisica dei Baroni infernali, ma presentano alcune differenze: hanno il colore della pelle grigio e non rosa, emettono un urlo di battaglia differente, ma soprattutto hanno una resistenza equivalente a poco più della metà di quella dei Baroni. A parte queste caratteristiche diverse, per il resto sono identici ai Baroni, sia nell'attacco che nei movimenti, tant'è che vengono anche chiamati "fratelli minori" dei Baroni Infernali.
In Doom 3 sono uno dei nemici più resistenti a parte i boss e hanno un aspetto più alieno, che rimarrà inalterato negli anni: possiedono una pelle di colore grigio e sono piuttosto alti e pesanti, causando spesso dei tremori avvertibili dal giocatore. La loro sviluppata muscolatura permette di esercitare una forza mostruosa nei colpi con mani e piedi, in grado di scagliare un uomo per diverse decine di metri di distanza con un semplice schiaffo. In certe scene del gioco si può notare la colonna vertebrale piuttosto massiccia, indice di uno scheletro poderoso. Le loro teste sono piegate in avanti, supportate dal collo spesso con una bocca in continua salivazione. Anche se non hanno occhi e orecchie visibili, sono ottimi cacciatori. I Cavalieri che si trovano nei livelli dell'inferno differiscono per il colore della pelle, che è nera con mani, piedi e bocca rossi, e con varie cicatrici e rune demoniache, e hanno un pentacolo sulla testa. I Cavalieri infernali possono creare palle di plasma da tirare al bersaglio, colpirlo con una mano, graffiare, oppure dare un morso pericoloso. La tremenda resistenza permette loro di sopravvivere alle più potenti armi, rendendo necessari più colpi per distruggerli.
Nel reboot sono sostanzialmente simili come in Doom 3, ma meno ampi e attaccano soltanto corpo a corpo (a volte compiendo grandi balzi).
Nel libro The Making of Doom 3 (La creazione di Doom 3), il compositore Ed Lima descrive come ha cercato di dare suoni simili a un dinosauro in stile Jurassic Park al Cavaliere.
I Cavalieri infernali non sono stati inseriti nei romanzi.
Nel film il Cavaliere Infernale nasce dalla mutazione genetica dovuta al Cromosoma 24 su alcuni soggetti; rispetto a Doom 3 rimangono invariati, tranne che per la mancanza di lanciare sfere al plasma.

### Cherub
Il Cherub è un demone di Doom 3, la cui parte superiore del corpo ha l'aspetto di un bambino, mentre la parte inferiore ricorda l'aspetto di una mosca. Il Cherub possiede un paio d'ali, che usa per volare a mezz'aria. Può attaccare usando le mani e graffiando. Una volta ucciso, come tutti i demoni, si polverizza.

### Cyberdemone
Il Cyberdemone o Cyberdemon è un potente demone somigliante a un minotauro bionico, con il braccio rimpiazzato da un potente lanciamissili. Compare come uno dei maggiori boss fin dal primo Doom ed è una presenza praticamente fissa nella serie, una delle sue icone più conosciute, nonché uno dei cattivi più famosi del mondo dei videogiochi in generale.

### Demon
Il Demon (noto anche come Pinky Demon per il suo colore rosato) è un mostro presente in tutti i giochi della serie di Doom, somigliante ad una creatura avente la testa da toro e il corpo da gorilla e privo di peli, tant'è che viene anche chiamato minotauro; il suo attacco consiste nel mordere il giocatore e caricarlo in Doom Eternal. In Doom 3 il suo aspetto differisce dai precedenti giochi: si presenta come un grosso mostro cieco dotato di un'enorme bocca con due corna ai lati della bocca, e al posto delle zampe posteriori ha delle articolazioni caprine in acciaio. Compare anche nel reboot, dove viene chiamato semplicemente Pinky, in cui riprende il suo aspetto originario ma quasi completamente ricoperto da una corazza ossea rossa e dotato di una corta coda, unica parte non protetta.
Nel film le sue origini derivano dal Cromosoma 24: infatti, prima è Marco Pinzerosky, soprannominato "Pinky", costretto su delle rotelle cibernetiche dopo un incidente con l'Arca; pertanto, dopo essere stato infettato da un Cavaliere Infernale, si presenterà come in Doom 3 ma con le rotelle al posto delle articolazioni caprine.

### Evocatore
L'Evocatore è un'evoluzione dell'Imp nel reboot, basato sull'Arch-Vile di Doom 3: infatti possiede l'abilità di evocare i demoni e di lanciare frontalmente colonne di energia Argent, ma è anche in grado di fluttuare e di teletrasportarsi per brevi distanze.

### Forgotten One
Il Forgotten One (il Dimenticato) è uno dei sei nuovi nemici presenti nell'espansione di Doom 3, Resurrection of Evil. La forma è un richiamo a quella delle Anime erranti di Doom e Doom 2, un teschio con orbite vuote e due corna demoniache che vola lasciando una scia di fiamme dietro di sé. Il suo unico attacco consiste nel volare incontro al nemico e morderlo.

### Guardia infernale
La Guardia Infernale è un demone presente nel reboot, una sorta di mech biologico protetto da un esoscheletro con al centro una runa demoniaca, e viene controllato da un parassita. Sembra basato sul Guardian of Hell e sugli Hell Hunter di Doom 3, in quanto nel gioco sono presenti solo tre di esso e proteggono il Crogiolo. Il primo è armato con una potente mazza, utilizza uno scudo di energia che blocca i proiettili e può anche sparare fiamme e tre enormi palle di fuoco; gli ultimi due hanno modi di combattere diversi: il primo si concentra sullo scontro fisico mentre il secondo utilizza attacchi a distanza.

### Guardian of Hell
Il Guardian of Hell (in italiano: "Guardiano dell'Inferno") è uno dei quattro 'Boss' del videogioco Doom 3. Si vede solo quando il giocatore raggiunge la fine del livello Infernale. Nell'espansione del gioco, Resurrection of Evil, la testa del Guardiano si può vedere incisa su delle tavolette. Questo può indicare che il Guardiano ha lasciato l'Inferno per aiutare le altre truppe infernali nell'invasione, oppure era semplicemente piacevole agli occhi dei creatori del gioco.
Il Guardiano ricorda vagamente un Tirannosauro (i creatori hanno implicitamente descritto il Guardiano come una forma di demone del tempo dei dinosauri; siccome i demoni avevano un tempo abitato la terra, potrebbe aver causato l'estinzione dei dinosauri), ma con larghe braccia e gambe dotate di mani e piedi con parti di lava, una coda con la punta a forma di palla lavica, e la testa a forma tipica di demone con corna e un pentacolo. È cieco (a causa dell'età avanzata, secondo i disegnatori) e quel che rimane degli occhi sono le orbite vuote. Per vedere, crea in genere 3 demoni piccoli (e forse cibernetici) chiamati Cercatori. Il demone si trova in una area con colonne di roccia dell'Inferno. I suoi attacchi consistono di pugni diretti al suolo per far tremare il terreno e generare sfere di fuoco ed energia per danneggiare il bersaglio. Il suo punto debole sono i Cercatori: dovendo vedere tramite di essi, se vengono distrutti il Guardiano rimane cieco temporaneamente e deve ricrearne altri; il processo richiede un certo tempo durante il quale il marine può colpire il demone sulla sfera che compare sulla sua schiena. Con il progressivo danneggiamento della sfera, il Guardiano verrà distrutto. Dopo aver esaurito gli 800 punti ferita, il demone crolla senza vita e rilascia il Cubo delle Anime, una potente arma; il suo corpo non si dissolve, contrariamente a quello di molti altri demoni.

### Hell Hunter
Gli Hell Hunter (Cacciatori dell'Inferno) sono tre creature introdotte in Resurrection of Evil. Ciascuna di tali creature possiede un potere specifico che, una volta ucciso il demone, viene assorbito dal giocatore che ne può a sua volta fare uso.

### Icona del peccato
La Icona del peccato (Icon of sin) è il boss finale di Doom 2 e di entrambi gli episodi di Final Doom. Questa creatura di enormi dimensioni è nota anche come "Baphomet" a causa del suo aspetto, simile ad una testa di capra demonica, o "Demon Spitter" in quanto il suo attacco consiste nell'emettere da un'apertura in corrispondenza del cervello degli artefatti da cui vengono generati altri demoni. Compare anche nel reboot, dove però è solo un'effige ornamentale per la porta che conduce al Crogiolo
L'aspetto di questo mostro è quello di una enorme testa, costituita in realtà da una serie di "texture" appositamente posizionate lungo una parete del livello di Doom2/Final Doom dove la Icon of Sin compare: ciò dà al giocatore la sensazione di trovarsi di fronte alla testa di una creatura enorme. A livello della fronte della Icon of Sin è localizzata una cavità attraverso la quale è visibile il cervello della creatura e dalla quale vengono lanciati gli oggetti magici capaci di generare altri demoni. In uno spazio dietro questa cavità, invisibile ed inaccessibile al giocatore (a meno che non utilizzi un apposito cheat), è collocata una testa umana infilzata su un palo: si tratta di un'immagine grafica del viso di John Romero, uno dei programmatori del gioco. Romero ha inoltre "prestato" la propria voce alla Icon of Sin, infatti il ruggito che la creatura emette nel momento in cui avvista il giocatore è una frase del programmatore registrata al contrario e distorta: "To win the game, you must kill me, John Romero!" (Per vincere il gioco devi uccidere me, John Romero!). Il significato di tale frase è dovuto al fatto che proprio l'oggetto a forma di testa infilzata è il punto debole della Icon of Sin, che il giocatore può danneggiare esclusivamente sparando dei razzi all'interno della cavità frontale della creatura. In una famosa mod del gioco è possibile ritrovare una rivisitazione dell'Icon of Sin, dove anziché di avere solamente una testa, ha anche un corpo vero e proprio che si alza dalla lava ed è circa dieci volte più alto e grosso del giocatore stesso. Il suo attacco principale è rimasto invariato però li sono stati aggiunti altri attacchi tra cui delle sfere di fuoco, dei fulmini, un urlo che danneggia velocemente il giocatore se non sta riparato, e rispetto alla sua controparte originale è più resistente e letale. In Doom Eternal viene resuscitato per poter devastare nuovamente la terra, in questo gioco possiede un corpo ricoperto da un'armatura forgiata dalla tecnologia maykr e, oltre ad evocare demoni, è in grado di camminare e colpire lo Slayer con pugni e raggi infuocati

### Imp
Presente in tutti i giochi della serie, l'Imp (Diavoletto in italiano) è un demone bipede dalle dimensioni e dalle fattezze umanoidi con degli aculei sul corpo. Ha la caratteristica di creare sfere infuocate con le quali colpisce il giocatore ed attacca a distanza ravvicinata con i suoi artigli. In Doom 3 ha un colore grigio rispetto al marrone dei precedenti giochi ed è in grado di muoversi saltando, inoltre presenta dieci occhi. Nel reboot si presenta scheletrico con la pelle blu scura e quasi del tutto protetto da un esoscheletro.
Nel film l'Imp nasce dalla mutazione causata dal Cromosoma 24 su soggetti non pienamente compatibili. Rispetto a Doom 3 non lancia sfere infuocate ma dispone di una lingua in grado di infettare le sue vittime.

### Maggot
Il Maggot è un mostro quadrupede visto in Doom 3. È in grado di arrampicarsi, andare sia a 4 zampe che a 2, ha due teste con lingue biforcute e possiede diversi occhi, anche sulle spalle. I suoi arti sono umani e attacca graffiando con i suoi artigli. È un mostro silenzioso e attacca sempre dall'ombra, è agile e solitamente ve ne sono sempre più di uno quando li si incontra.

### Maledict
Il Maledict (in italiano: "maledetto") assomiglia a un dragone con un paio di larghe ali, due gambe con piedi artigliati, una lunga coda, e un testa a forma di teschio demoniaco. Ha le orbite degli occhi vuote (ed è quindi possibilmente cieco, o vede tramite poteri speciali) ed emette un urlo stridente e penetrante. Non si sa se Betruger sia parte del mostro oppure lo controlli. In ogni caso non sembra che gliene importi molto, preferendo essere in questa forma invece che umano (generalmente si riferisce agli umani come "Mortali"). La scena finale di RoE mostra che il demone è molto grande se comparato a un essere umano, ed in grado di mangiarne uno interamente. I soli altri demoni che lo sovrastano sono il Guardiano dell'Inferno e il Cyberdemone.
L'ultima battaglia consiste di due fasi. Nella prima fase, il Maledict crea dei Forgotten One che attaccano il giocatore. Usa anche il suo muro di fiamme per emettere una scia di fuoco in modo simile all'Arch-Vile. Dopo che il Maledict è stato danneggiato considerevolmente, comincia la seconda fase della battaglia. Il demone si ritira sul vulcano e comincia a sparare palle di fuoco dal cielo. Continua inoltre a usare il suo attacco di fuoco, che causa molto danno al giocatore. Tutti gli attacchi del Maledict riescono a passare le difese offerte dall'Artefatto.
Per sconfiggere il Maledict, il giocatore deve usare l'Artefatto usando il vantaggio della lentezza del tempo. Il giocatore può sparare al Maledict usando l'arma più potente a sua disposizione (preferibilmente il BFG9000) con grande precisione.
Quando i 2500 punti ferita del mostro sono finiti, la cinematica finale mostra il demone che si affaccia al marine con la sua bocca. Il marine sviene, e quando si sveglia viene salutato dalla testa di Betruger sulla lingua del mostro. Betruger dice di "restituire ciò che è nostro", riferendosi all'Artefatto. Il marine infuriato spinge l'artefatto nella bocca del demone, causando una esplosione che uccide il Maledict e il dottor Betruger, il cui teschio rotola sul suolo. Il marine viene accecato, e sente la voce della dottoressa McNeil dire "Marine...marine, bentornato a casa!". Questa scena è ambigua e aperta a diverse interpretazioni.

### Mancubus
Il Mancubus appare in Doom 2, Final Doom, Doom 3, Resurrection of Evil e nel reboot. È un demone marrone di grossa taglia con due lanciafiamme al posto delle braccia. In Doom 3, invece, sembra essere un elefante bipede estremamente grasso con due cannoni al posto delle braccia che sparano palle di fuoco. È molto lento nei movimenti, ma è una delle creature più resistenti. Nel reboot non è cambiato molto, ma presenta un'armatura cibernetica sul corpo e sulla testa che emana una luce arancione con sul petto una runa demoniaca, così come i due cannoni che sparano sfere infuocate che, a distanza ravvicinata, possono essere utilizzati come lanciafiamme o provocare onde d'urto.

### Cybermancubus
Il Cybermancubus è una variante potenziata del Mancubus nel reboot, frutto degli esperimenti della Dr.ssa Olivia Pierce su alcuni esemplari: hanno un'armatura ciano scuro che emana una luce verde e comprende una corazza con il logo della UAC e un casco con visiera collegati tra loro da dietro; i due cannoni sono stati sostituiti da versioni più potenti basati sul BFG-9000.

### Nido di Sangue
Il Nido di Sangue appare nel reboot. Più che un nemico è in realtà un teleporta simile a una grossa bocca con un portale che evoca i demoni dall'inferno, e con la loro presenza bloccano il percorso verso altre aree. Per proseguire è necessario distruggerli, fatto che evocheranno come ultima risorsa ondate di demoni.

### Pain Elemental
Il Pain Elemental (Elementale del Dolore in italiano) è un mostro comparso in Doom 2 e poi riutilizzato in Final Doom, Doom 64 e Doom Eternal. È simile al Cacodemon di Doom, eccetto per il colore marrone della pelle ed il suo unico attacco, consistente nel lanciare Lost Soul dalla bocca. Il numero massimo di Lost Soul che può generare è 20 e, raggiunto il limite, il mostro non può più generarne. Quando viene ucciso, il suo corpo esplode rilasciando tre Lost Soul addizionali.

### Revenant
Il Revenant (Redivivo, dal francese) compare in Doom 2, Final Doom, Doom 3, Resurrection of Evil e nel reboot. Si tratta di un demone rianimato e trasformato in un cyborg. Somiglia ad uno scheletro, e sulle spalle monta due lanciamissili i cui proiettili possono anche seguire il giocatore. Il suo attacco ravvicinato consiste invece in un pugno di incredibile potenza. Nel reboot nasce dagli esperimenti della UAC su alcuni volontari con l'esposizione all'energia Argent: il processo aumenta la loro struttura scheletrica lacerando la carne, e i lanciarazzi sono montati su un jetpack che permette loro di volare.

### Sabaoth
Sabaoth è un mostro di Doom 3, uno dei quattro "boss" del gioco. Sabaoth è la forma demonica del Sergente Thomas Kelly, il comandante di Doomguy, dopo la sua trasformazione cibernetica. Appare come un incrocio tra i cingoli di un carro armato ed i resti del torso e della testa del Sergente, con le braccia meccaniche. È armato con il BFG 9000 tolto a Jack Campbell.

### Spettro
Lo Spettro è un mostro che compare in Doom, Doom II, Doom 64 e nel reboot. Simile al Demon, ma ha i colori più cupi. Oltre a essere pericoloso come il suo simile, lo Spettro è in grado di rendersi invisibile per attaccare il giocatore quando meno se lo aspetta. La sua presenza può essere rivelata dallo sfondo che viene distorto dalla sua presenza. Nel reboot è il risultato malriuscito degli esperimenti della UAC su un esemplare di Pinky, volto ad aumentarne le facoltà oculari impiantandovi il nervo ottico di un Cacodemone.

### Tick
Il Tick è un mostro di Doom 3. È un piccolo ragno che generalmente si trova in gruppi numerosi.

### Trite
Il Trite è un demone di Doom 3 e Resurrection of Evil con l'aspetto di ragno. Il suo corpo ha la forma di un teschio umano rovesciato con zampe somiglianti alle falangi di una mano umana. I Trite si incontrano spesso in gruppi numerosi, e in genere emergono da piccole aperture nelle stanze e dai nidi. Sono anche rintracciabili nei pressi del mostro detto Vagary.

### Vagary
Il Vagary è uno dei boss di Doom 3 con sembianze per metà di ragno e per metà vagamente femminili. Il suo attacco principale consiste nello scagliare agli avversari oggetti con incredibile forza. A differenza degli altri demoni che sembrano essere maschi, è una femmina. La parte superiore del demone è il busto pallido di una donna, con sei occhi simili a quelli di un ragno, braccia ossute, seni senza capezzoli e con una testa pelata. La parte inferiore ha forma di ragno senza testa (la parte superiore è intesa come testa) con un addome largo e trasparente. All'interno dell'addome sembra esserci un largo feto umano. La Vagary è considerata la regina di diversi esseri chiamati Trite e Tick e il feto nell'addome è ciò che usa probabilmente per crearli, se li crea veramente. La prima volta che il giocatore la incontra la sua tana è una larga stanza con ragnatele dappertutto. Sul soffitto vi sono diversi bozzoli con umani al loro interno. La tana, inoltre, pullula di Trite.
I suoi attacchi sono artigliate veloci, l'uso di ragnatele, e telecinesi per sollevare piccoli oggetti spinosi e appuntiti e lanciarli contro il bersaglio. Comparandola con gli altri 'boss' è relativamente debole, avendo una resistenza pari a 1300 punti ferita. In seguito altre due Vagary si possono vedere, del tutto simili alla prima eccetto il colore che è rosso. La Vagary potrebbe essere una sostituta dell'Arachnotron e dell'Aracnomente suprema annunciati prima dell'uscita del gioco.
Un mostro simile in aspetto (chiamato "Vore" o "Shalrath") si vede in Quake.

### Vulgar
Il Vulgar è una creatura apparsa in Doom 3: Resurrection of Evil molto simile all'Imp. Si muove prevalentemente a quattro zampe ed attacca tramite mosse acrobatiche oltre che con palle di plasma verdi simili a quelle del Cavaliere Infernale.

### Wraith
Il Wraith è un mostro di Doom 3 e della sua espansione simile all'Imp. Le sue braccia terminano con arti sagomati a falce che usa per attaccare i nemici, ma la sua principale caratteristica consiste nel potere di teletrasportarsi per brevi spostamenti.

### Zombie
Gli Zombie sono nemici visti in tutti i videogiochi della serie di Doom. Esistono diverse forme che differiscono per aspetto, armi e resistenza. Gli zombie sono esseri umani posseduti dalle entità demoniache.
In Doom, Doom 2 e Final Doom:
- Former humans (ex umani): zombie con capelli verdi equipaggiati con pistole.
- Former humans Sergeants (ex sergenti umani): zombie equipaggiati con fucile a pompa.
- Former Commando (ex commando): zombie di grossa taglia in divisa rossa armati di chaingun.

In Doom 3 la varietà aumenta, esistono zombie disarmati, per lo più ex-membri dello staff scientifico oppure operai, zombie con pistole (alcuni muniti di scudo antisommossa, con il quale si proteggono), motosega, fucili a pompa e pistole mitragliatrici (ex-guardie della sicurezza UAC) ed infine zombie commando armati con chaingun, braccio tentacolare (ex-marine) o disarmati con la pelle in fiamme. Questi ultimi tipi di zombie sono più resistenti dei precedenti.
Nel reboot sono chiamati Posseduti: sono umani corrotti dai demoni venendo esposti all'energia Argent che li ha trasformati in versioni grottesche di sé stessi:
- Posseduto: personale della UAC esposto all'energia Argent, sono tra i nemici più comuni.
  - Riluttante: variante dei Posseduti che sono stati trasportati all'inferno; l'unica differenza è del tessuto rosso in parte coperto da un'armatura ossea.
- Ingegnere posseduto: ingegneri ai quali l'energia Argent ha fuso una bombola di fiamma ossidrica che gli permette di esplodere.
- Soldato posseduto: soldati della UAC ai quali l'energia Argent ha fuso la corazza e un fucile sulla mano destra
- Soldato di sicurezza posseduto: soldati delle forze speciali, simili ai soldati posseduti ma dotati di uno scudo trasparente di energia blu.